# Hans Astrup Fleischer
Hans Astrup Fleischer (27. maj 1785 på Lekvegård i Voss Præstegæld, Bergen Stift – 31. maj 1847 i Aarhus) var borgmester i Aarhus, far til Herman Reinhold Frederik Fleischer.
Han var søn af proprietær Herman Reinhold Fleischer og Marie Finde født Astrup. Han dimitteredes 1802 fra Metropolitanskolen i København og tog 1807 juridisk embedseksamen. 1810 udnævntes Fleischer til auditør i Hæren (1809 konstitueret ved Prins Frederik Ferdinands Dragonregiment, 1810 ved 3. jydske Infanteriregiment og 1815 ved Danske Livregiment) og blev 1816 overauditør. To år efter ansattes han som byfoged, auktionsforvalter og borgmester i Aarhus, hvilken stilling han beklædte indtil sin død, 31. maj 1847. 1820 fik han titlen justitsråd, og 28. juni 1840 blev han Ridder af Dannebrog. Fleischer havde som repræsentant for købstædernes valgdistrikt sæde i de jyske stænders 1. session 1836-41 og blev genvalgt ved dennes udløb. Han hyldede liberale anskuelser og spillede en temmelig fremtrædende rolle.
Fleischer blev gift 27. maj 1819 i Vor Frue Kirke med Cathrine Charlotte Amalie Schiern (14. juni 1795 i Odense - 4. april 1871 på Frederiksberg), datter af major Johan Frederik Bardenfleth Schiern og Ingeborg Cæcilie Jensen.